# Droit des successions
Le droit des successions est l'ensemble des règles juridiques et fiscales qui régissent la transmission du patrimoine d'une personne lors de son décès. C'est une branche du droit civil.
Il hérite des lois successorales instauré par les premiers codes du droit romano-germanique pendant le Haut Moyen Âge ; pour l'aristocratie dominante, les biens passés en succession étaient les royaumes eux-mêmes, ce qui entraînait des parcellisations (lorsque le principe de primogéniture n'était pas appliqué) ou des luttes sanglantes intra-dynastiques lorsque le séniorat prévalait. L'anthropologue Jack Goody interprète la proscription durant le Moyen Âge tardif par l'Église des stratégies successorales multipliant le nombre d'héritiers (adoption, concubinage, cumul des épouses, divorce, démariage, remariage des veufs, lévirat) comme une volonté de cette dernière d'accroître biens et patrimoine.
Cette notion est différente des droits de succession, qui sont un impôt prélevé à la résolution de la succession.